# Actinotus superbus
Actinotus superbus är en flockblommig växtart som beskrevs av O.H.Sarg. Actinotus superbus ingår i släktet Actinotus och familjen flockblommiga växter. Inga underarter finns listade i Catalogue of Life.